# Rumina (zoologia)
Rumina Risso, 1826 è un  genere di molluschi gasteropodi terrestri della famiglia Achatinidae.

## Tassonomia
Il genere comprende le seguenti specie:
- Rumina decollata (Linnaeus, 1758)
- Rumina iamonae Quintana, 2017
- Rumina saharica Pallary, 1901